# Каменка (приток Томи)
Каменка (в верхней половине течения — Большая Каменка) — река в России, протекает по Крапивинскому району Кемеровской области. Устье реки находится около Змеинки на высоте 126 м над уровнем моря в 355 км по правому берегу реки Томь. Длина реки составляет 11 км.

## Данные водного реестра
По данным государственного водного реестра России относится к Верхнеобскому бассейновому округу, водохозяйственный участок реки — Томь от города Новокузнецк до города Кемерово, речной подбассейн реки — Томь. Речной бассейн реки — (Верхняя) Обь до впадения Иртыша.